# Nentón
Nentón è un comune del Guatemala facente parte del dipartimento di Huehuetenango.